# Đại bàng Harpy
Đại bàng Harpy, tên khoa học Harpia harpyja, là một loài đại bàng của vùng Tân bắc giới còn được gọi với cái tên là đại bàng châu Mỹ để phân biệt nó với loài Đại bàng Papua (hay được gọi là Đại bàng Harpy New Guinea).
Đây là loài chim săn mồi lớn nhất được tìm thấy ở châu Mỹ và là một trong những loài đại bàng lớn nhất thế giới còn tồn tại. Môi trường sinh sống của loài này là ở các khu rừng nhiệt đới thấp và rừng nhiệt đới cao. Do môi trường của chúng ngày càng mất đi nên nhiều khu vực ở Trung Mỹ đã không còn thấy loài đại bàng Harpy nữa.

## Phân loại
Loài đại bàng này được tìm thấy và mô tả vào năm 1758 thuộc chi Harpia và có quan hệ gần gũi với loài đại bàng mào (Morphnus guianensis ) và Đại bàng Harpy New Guinea. Tên của loài đại bàng này xuất phát từ Hy Lạp cổ đại gắn với loài thú thần thoại Harpy có khuôn mặt người và thân hình của một con đại bàng.

## Mô tả
Lưng của loài đại bàng Harpy có màu đen, phía dưới là màu trắng hay sọc đen. Đầu của chúng có màu xám nhạt, với những túm lông đỉnh đầu trông giống như vương miện. Phía sau đuôi có màu đen và xám.
Cá thể cái khi trưởng thành thường nặng 6 – 9 kg, trong điều kiện nuôi nhốt chúng có thể nặng tới 12.3 kg. Trong khi đó, cá thể đực so với con cái thì có kích thước nhỏ hơn nhiều với chỉ khoảng 4 - 4,8 kg). Chiều cao của đại bàng Harpy từ 86,5–107 cm và có sải cánh dài 1,76 đến 2,24 m. Đây chính là một trong số những loài đại bàng lớn nhất (cùng với Đại bàng Philippine, Đại bàng biển Steller).

## Phân bố
Loài này phân bố từ Mexico, kéo dài qua Trung Mỹ và tới tận Argentina. Riêng ở một số khu vực ở Trung Mỹ, chúng gần như đã tuyệt chủng do mất môi trường sống là những khu rừng nhiệt đới. Chủ yếu chúng sống ở vùng rừng nhiệt đới thấp có độ cao dưới 900 m.
Hiện nay, một số quốc gia đã có những chương trình bảo tồn loài Đại bàng Harpy như tại Vườn quốc gia Darien (Panama), Vườn quốc gia Paramillo (Colombia), Khu bảo tồn Rio Bravo (Belize).. và một số quốc gia Guatemala, Mexico, Brazil..

## Con mồi
Là loài săn mồi, đại bàng Harpy săn bắt hầu hết các loài động vật có kích thước từ nhỏ đến trung bình, bao gồm chủ yếu là các loài lười, khỉ, ngoài ra còn săn bắt các loài nhím, sóc, thú có túi, thú ăn kiến, và thậm chí cả gấu mèo. Con mồi khác là các loài chim, như là các loài vẹt, và các loài bò sát, như kỳ nhông iguana, rắn, kỳ đà Tegu. Đôi khi chúng giết cả những con mồi lớn hơn như lợn rừng Nam Mỹ, hươu đỏ, tatu và chuột lang nước capybara.
Nhờ có bộ móng vuốt lớn nhất trong số các loài đại bàng, đại bàng Harpy thường xuyên bắt được con mồi có trọng lượng hơn 7 kg. Con trống thường bắt con mồi nhỏ hơn, khoảng 0,5–2 kg, trong khi con mái có con mồi lớn hơn, từ 6–9 kg. Với con mồi lớn hơn mà chúng không có khả năng mang về tổ, chúng sẽ ăn tại chỗ và quay lại nhiều lần để ăn.